# El Naranjo (Colima)
El Naranjo es una pequeña localidad considerada comisaría municipal en el municipio de Manzanillo, Colima, México. Se encuentra ubicado en las cercanías con la ciudad de Manzanillo y el poblado de La Central. Su población es en su mayoría campesina y ganadera. Su población es de aproximadamente 1,436 habitantes y está localizado a 18 metros de altitud.